# James Bobin
Pour les articles homonymes, voir Bobin.
James Bobin, né en 1972, est un réalisateur, scénariste et producteur de cinéma britannique né au Hampshire.

## Biographie
En mars 2016, il est annoncé comme réalisateur du crossover entre Men in Black et 21 Jump Street, intitulé MIB 23,.

## Filmographie

### Réalisateur

#### Cinéma
- 2000 : Ali G, Aiii
- 2001 : Ali G: Bling Bling
- 2003 : Spyz
- 2011 : Les Muppets, le retour (The Muppets)
- 2014 : Muppets Most Wanted
- 2016 : Alice de l'autre côté du miroir (Alice Through the Looking Glass)
- 2019 : Dora et la Cité perdue (Dora and the Lost City of Gold)

#### Télévision
- 1999 : The 11 O'Clock Show (2 épisodes)
- 2000-2004 : Da Ali G Show (17 épisodes)
- 2004 : Comedy Lab (1 épisode)
- 2007-2009 : Flight of the Conchords (11 épisodes)
- 2013 : Enlightened (1 épisode)

### Scénariste
- 1998 : The 11 O'Clock Show
- 2003-2004 : Da Ali G Show (12 épisodes)
- 2007-2009 : Flight of the Conchords (22 épisodes)
- 2014 : Muppets Most Wanted

### Producteur
- 1997 : The Comedy Network
- 1998 : The 11 O'Clock Show (2 épisodes)
- 1998 : David Baddiel Live on the Too Much Information Tour
- 2004 : Comedy Lab (1 épisode)
- 2007-2009 : Flight of the Conchords (14 épisodes)